# Геркулес в безумье (Сенека)
«Геркуле́с в безу́мье» или «Геркулес безумный» (лат. Hercules furens) — трагедия римского писателя Луция Аннея Сенеки Младшего на сюжет из греческой мифологии. Её текст полностью сохранился.

## Сюжет
Трагедия написана на основе пьесы Еврипида «Геракл». Заглавный герой женится на Мегаре, дочери царя Фив Креонта. Пока Геркулес выполняет очередной приказ Еврисфея в загробном мире, Лик захватывает власть в Фивах и начинает принуждать Мегару к замужеству. Геркулес возвращается и убивает Лика. Тогда Юнона насылает на него безумие, и он убивает жену и детей. Придя в себя, Геркулес хочет покончить с собой, но Амфитрион и Тесей его отговаривают, и он отправляется с Тесеем в Афины, чтобы там пройти очищение.
Знаменитое изречение лат. «Per aspera ad astra» («Через тернии к звёздам») является парафразом к фразе, произносимой Мегарой в этой пьесе. В оригинале она выглядит как «Non est ad astra mollis e terris via» («Не прост путь, ведущий от Земли к звёздам»).
В этой пьесе Сенека вслед за Еврипидом разрабатывает ту версию мифа, согласно которой Геракл убил Мегару и детей не в юности, а уже после совершения последнего подвига. В этой версии появляются Лик и Тесей. В отличие от текста Еврипида, Геркулес (Геракл) должен получить в Афинах очищение от Марса (Ареса), и в этом может проявляться влияние «Эвменид» Эсхила.

## Судьба пьесы
О времени создания «Геркулеса в безумье», как и других трагедий Сенеки, ничего не известно. Одни исследователи относят пьесы к раннему периоду творчества Луция Аннея, другие — к позднему. Предположительно эти произведения создавались не для постановки на сцене, а для чтения. Из более поздних античных авторов их упоминает только Квинтилиан. В эпоху Средних веков и Раннего Нового времени трагедии Сенеки были единственными произведениями античной драматургии, которые знала европейская публика, они существенно повлияли на становление европейской литературы (в том числе на творчество Уильяма Шекспира и Жана Расина). Начиная с XVIII века их подвергают жёсткой критике за риторичность, дефицит действия, вторичность по сравнению с трагедиями афинских классиков. Наряду с этим есть и другой взгляд на пьесы Сенеки — как на уникальный литературный памятник, появившийся на очередном этапе освоения классического культурного наследия.

## Издание на русском языке
- Луций Анней Сенека. Геркулес в безумье / Перевод С. А. Ошерова // Луций Анней Сенека. Трагедии. — М., 1983. — С. 116—151.